# Kościół Świętej Trójcy w Belsku Dużym
Kościół Świętej Trójcy – rzymskokatolicki kościół parafialny należący do dekanatu grójeckiego archidiecezji warszawskiej.
Jest to świątynia wzniesiona w latach 1776–1779 według projektu Hilarego Szpilowskiego i ufundowana przez wojewodę rawskiego Bazylego Walickiego, herbu Łada. Jego portret znajduje się w zakrystii. Kościół został rozbudowany w latach 1935–1936 podczas urzędowania proboszcza księdza Józefa Żółtka, według projektu Jana Koszczyc-Witkiewicza. We wnętrzu znajdują się liczne epitafia klasycystyczne wykonane z czarnego marmuru, ufundowane około połowy XIX wieku przez Klementynę ze Skarbków Kozietulskich primo voto Walicką secundo voto Wichlińską. Najciekawsze, ozdobione herbami Łada (Walickich) i Lubicz (Nieborskich), fundatorka poświęciła pamięci najbliższych: teściów, męża, dzieci. Na epitafium męża, Józefa Walickiego starosty mszczonowskiego, Klementyna nie podała daty zgonu. Klementyna nie podała również dat śmierci dzieci: Marianny i Antoniego, informując, że zmarły w młodocianym wieku. Jedno z epitafiów jest poświęcone pochowanemu w podziemiach belskiego kościoła pułkownika Jana Hipolita Kozietulskiego, brata Klementyny.